# Daniel Ona Ondo

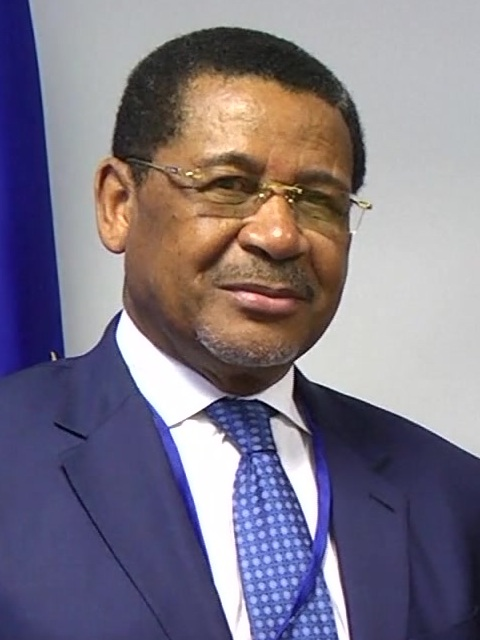
Daniel Ona Ondo, 2019

Daniel Ona Ondo (* 10. Juli 1945 in Oyem) ist ein gabunischer Politiker.

## Leben
Daniel Ona Ondo absolvierte in Paris das Studium der Wirtschaftswissenschaften. Er ist Mitglied des Parti Démocratique Gabonais (PDG). Von 1998 bis 2002 war Ondo Kulturminister, von 2002 bis 2005 Minister für Nationale Bildung und von 2005 bis 2007 war er Minister für Post und Telekommunikation. Seit Anfang 2014 ist Daniel Ona Ondo im Kabinett von Präsident Ali-Ben Bongo Ministerpräsident in der Nachfolge von Raymond Ndong Sima. Ondo war außerdem Direktor und Lehrer an der Universität in Libreville.
Ondo war vor seiner Amtszeit als Premier Dekan der Fakultät für Recht und Wirtschaftswissenschaften der Omar-Bongo-Universität.